# Прусская армия

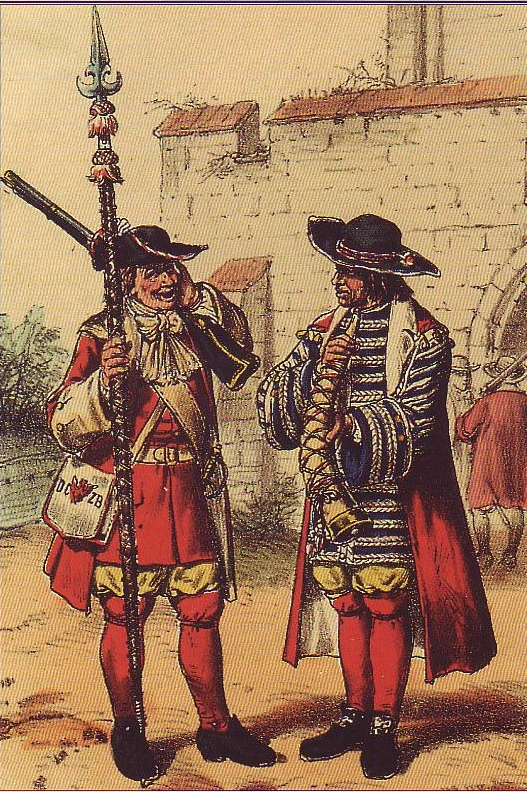
Солдат и волынщик собственной Бранденбургской пехоты курфюрстины Доротеи, около 1675 года, рисунок Максимилиана Шёфера (Maximilian Schäfer).

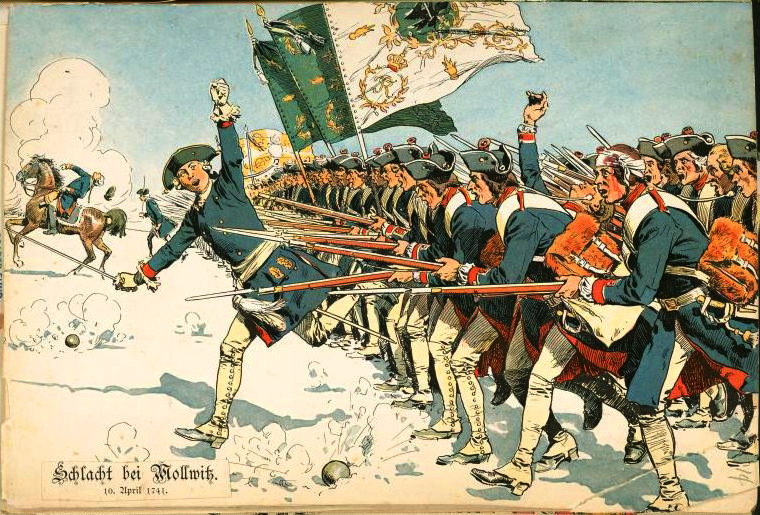
Прусская армия в битве при Мольвице.

Прусская королевская армия (нем. Königlich Preußische Armee) — регулярные сухопутные силы (войска) Прусского королевства, в 1701—1919 годах.
Прусская армия была образована на основе существовавшей с 1644 года регулярной армии Бранденбурга-Пруссии. В 1871 году вошла в состав германской имперской армии и в 1919 году была расформирована, как и остальные армии немецких государств, после поражения Германской империи в Первой мировой войне. Отличительной особенностью армии Пруссии была её значительная роль в общественной жизни союза немецких государств. В мировую историю вооружённые силы Пруссии (армия, флот и авиация) вошли как воплощение немецкого милитаризма. Войско и флот Пруссии составляли нераздельное целое с общеимперскими военно-сухопутными и морскими силами.

## История
Создателем прусской армии считается курфюрст Бранденбурга Фридрих Вильгельм I. Он решил отойти от системы вербовки армии из наёмников (ландскнехтов) и, после того, как стал курфюрстом (1640 год), он заключил перемирие со Швецией и в 1644 году приступил к созданию регулярной армии на основе воинской повинности. Новосформированная армия впервые была испытана на поле боя во время Северной войны.
Она участвовала в сражении при Варшаве, где произвела хорошее впечатление на наблюдателей как своей боеспособностью, так и гуманным отношением к местным жителям, чем выгодно отличалась от союзной шведской армии. Победы в этой войне позволили Фридриху-Вильгельму заключить с Польшей Велявско-Быдгощский трактат, по которому Польша уступала Бранденбургу Прусское герцогство. Военная мощь армии способствовала продвижению Бранденбурга-Пруссии в пятёрку крупнейших европейских держав того времени.

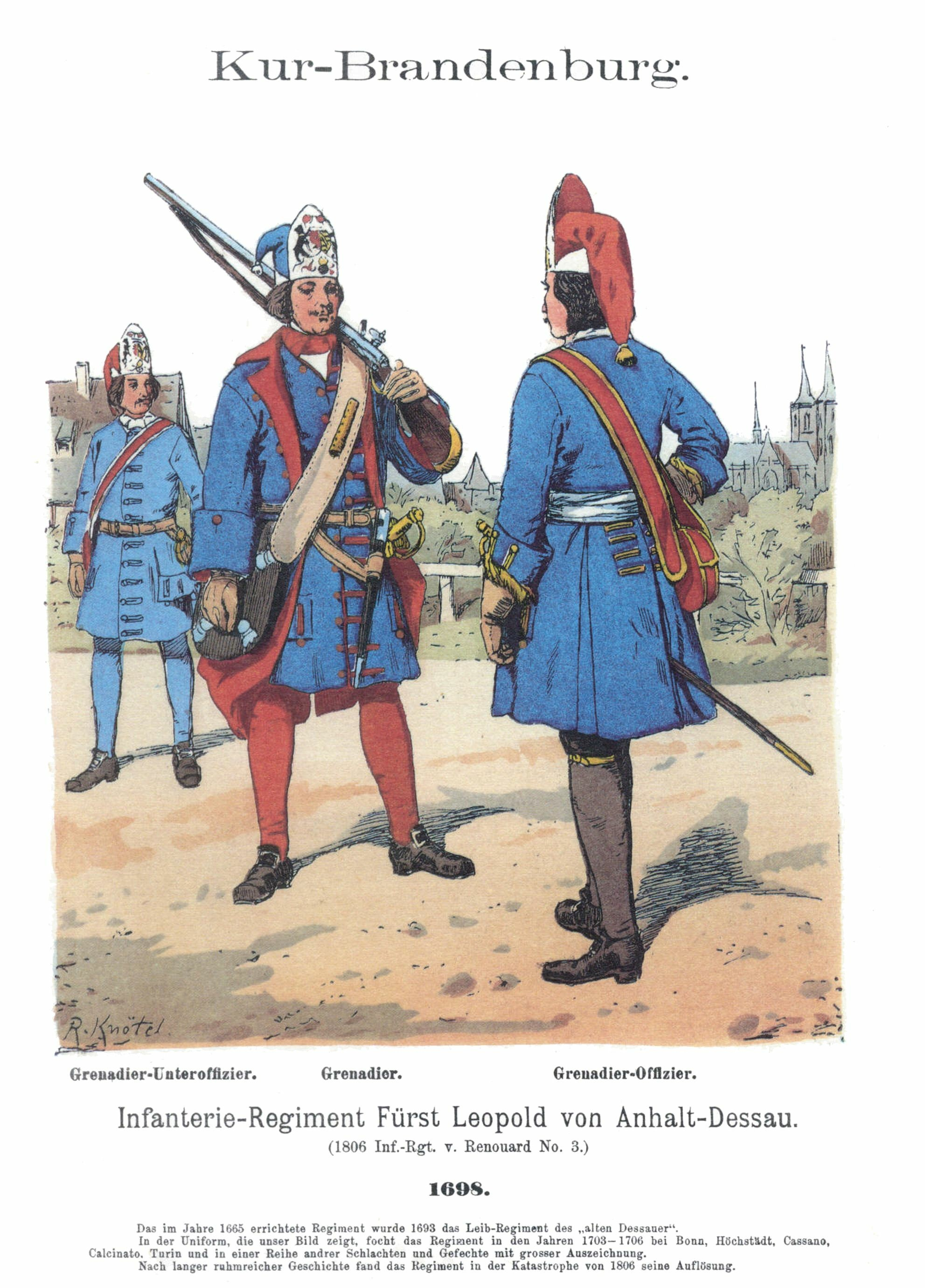
Солдаты пехотного полка Леопольда Анхальт-Дессауского в 1698 году

В 1660 году при демобилизации армии было решено сверх гарнизонных частей сохранить полевые войска в числе 4 000 человек, чем было положено начало постоянной армии.
Фридрих Вильгельм I, король Пруссии в 1713 — 1740 годах, оставил о себе в истории память как «король-солдат». В наследство от отца он получил армию численностью менее 30 000 человек. Фридрих Вильгельм I увеличил численность пехоты с 38 до 50 батальонов, а кавалерии — с 53 до 60 эскадронов. Одновременно был увеличен личный состав батальонов — с 500 до 600 человек и эскадронов — со 150 до 200. Таким образом, уже через два года численность армии выросла до 45 000 человек, в том числе 12 000 кавалерии и 3 000 артиллеристов. Была создана подвижная полевая артиллерия, впервые её разделили на батареи. Приближённый короля князь Леопольд Анхальт-Дессауский ввел в практику железный шомпол и шаг в ногу, разработал артиллерийский устав. Но в Пруссии не хватало рекрутов должного возраста, и тогда Фридрих Вильгельм стал вербовать рекрутов за пределами Пруссии. Более 1000 агентов-вербовщиков было послано в различные германские государства. К 1720 году в прусской армии было уже 55 000 человек, к 1730 году она насчитывала 60 000 человек, из них 20 000 иностранцев.

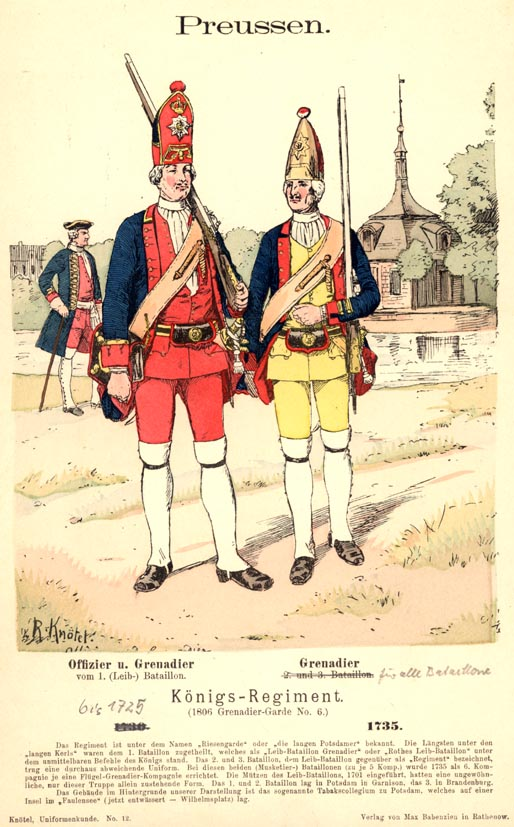
Солдаты королевского полка. 1735 год

Исчерпав все средства вербовки, Фридрих-Вильгельм ввёл воинскую повинность. Воинская повинность вначале осуществлялась в самых неупорядоченных формах. Инструкция 1708 года предписывала хватать без огласки людей, незначительных по социальному положению, наблюдая при этом, чтобы они соответствовали требованиям военной службы. В 1733 году при Фридрихе-Вильгельме был издан «Кантон-регламент». Страна была разбита на районы, за которыми закреплялись полки, а район, в свою очередь, на кантоны по числу рот. Все годные к службе мужчины были потенциальными военнослужащими, они пополняли ослабленные потерями части в случае, если не удавалось завербовать
достаточного количества волонтёров. На практике лишь около 18 % мужского населения попадали под стандарты прусской армии. Большое количество потенциальных солдат давало возможность проводить отбор и освобождать некоторые группы населения от службы: не подлежали призыву всякое лицо, располагающее состоянием не меньше 10 тысяч талеров, служащие в хозяйстве помещика, сыновья духовных лиц, важнейшие категории ремесленников, рабочие всех предприятий промышленности, в насаждении которых было заинтересовано государство, наконец, один из сыновей крестьянина, имеющего свой двор и ведущего самостоятельное хозяйство. Устанавливалось, что если у крестьянина несколько сыновей, то двор и хозяйство переходят к сыну, имеющему наименьший рост, чтобы высокие сыновья не уклонялись от военной службы. Полностью укомплектованной прусская армия была только три месяца: в апреле, мае и июне. В остальное время батальоны частично распускались. С этого времени прусская армия насчитывала 75 000 человек, а к моменту смерти Фридриха Вильгельма в 1740-м — 83 000 человек и стала четвёртой по численности в Европе (Франция — 160 000 человек, Россия — 110 000 человек, Австрия — 100 000 человек).
При Фридрихе Вильгельме в прусской армии утвердился синий пехотный мундир и жёлтый боевой флаг с чёрным орлом и надписью Non Soli Sedit (Он не уступает солнцу)

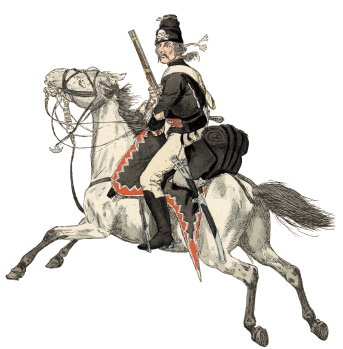
Гусар полка Рюша в 1758 г.

Фридрих II утроил численность армии, доведя её до 190 тыс. человек. В 1768 году в составе прусской армии было 90 тысяч иностранцев и 70 тысяч пруссаков; в другие периоды процент иностранцев был ещё значительнее. Во время войны количество иностранцев значительно увеличивалось в результате зачисления в армию военнопленных. Фридрих II увеличил долю кавалерию в составе своей армии до 25 %. Число гусар было увеличено с 9 до 80 эскадронов; их обучению Фридрих уделял много внимания. От кавалерии он требовал всегда сохранять за собой инициативу атаки и первыми бросаться на неприятеля. Всякая стрельба из пистолетов была во время атаки отменена. По прусскому уставу 1743 года все перестроения кавалерии, имеющие целью развертывание фронта, а также и атака, должны были обязательно производиться
на галопе.
Чтобы поднять уровень образования будущих офицеров, Фридрих II основал кадетские школы в Штольпе и Кульме, а в Берлинском кадетском корпусе с 1764 года был выделен элитный класс, получивший название «Академия дворянства». В помещении новой Армейской инспекции Фридрих распорядился в зимние месяцы проводить занятия по географии и фортификации, на которых должны были присутствовать наиболее способные офицеры. Затем он отобрал двенадцать лучших учеников и включил их в свою свиту, чтобы самому читать им лекции и знакомить с искусством войны.
В начале XIX века прусская пехота делилась на линейную и лёгкую. Первая состояла из гвардии (Первый гвардейский батальон, Гвардейский полк и Гвардейский гренадерский батальон) и 57 пехотных полков, вторая — из 24 фузилёрных батальонов. Также имелся особый егерский полк, в который поступали исключительно дети лесничих и егерей. Кавалерия состояла из 13 кирасирских (в том числе Gardes du Corps), 9 гусарских, 14 драгунских и одного жандармского полков, и из Польской конницы. Артиллерия разделялась на линейную и полковую. Первая состояла из четырех полков пеших и одного конного. Полковую артиллерию составляли орудия, находившиеся при пехотных полках (по 2 орудия на батальон). Кроме того существовала резервная артиллерия, к которой принадлежали осадные крепостные орудия и восемь полевых запасных батарей. Прусская армия более чем на три четверти состояла из иностранцев.
Поражение в войне против Наполеона 1806-07 годов стало важной вехой в истории армии, после которой началась коренная модернизация прусской армии под руководством Герхарда фон Шарнхорста, полностью изменившая её облик. Историки в связи с этим пользуются терминами «старая прусская армия» (1644—1807) и «новая прусская армия» (1807—1919). Все старые пехотные полки были объединены в 12 гренадерских полков и 1 гвардейский полк.

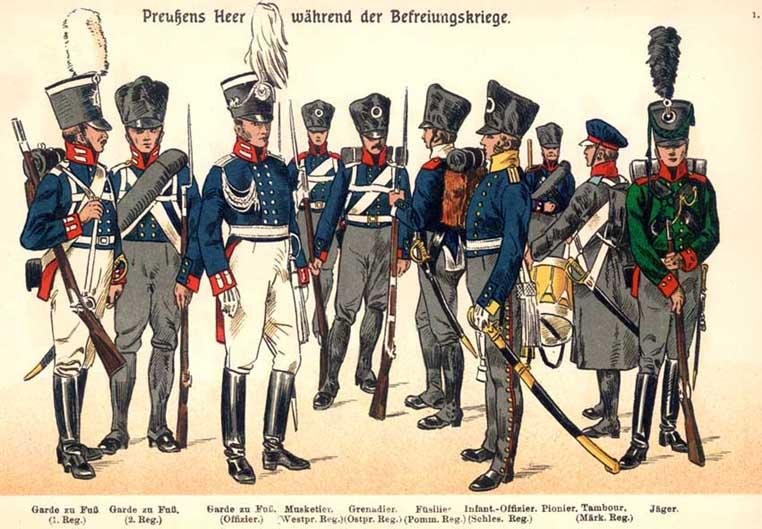
Прусская пехота в 1813 году.

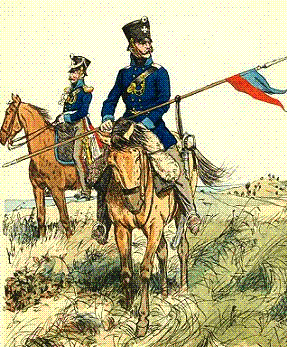
Кавалерия ландвера, 1813-15 гг.

В 1813 году к 12 гренадерским полкам были добавлены ещё 20 пехотных, 5 фузилёрских, 2 гвардейских гренадерских, 1 гвардейский пехотный, 1 гвардейский фузилёрский, 1 гвардейский кирасирский и 2 гвардейский уланских полка.
Вся прусская армия была разделена на три армейских корпуса:
- 1-й армейский корпус (Пруссия): 1-й, 3-й, 4-й, 5-й (1-й, 2-й, 3-й и 4-й Восточнопрусские полки), 33-й (Восточнопрусский фузилёрский полк)
- 2-й армейский корпус (Померания): 2-й, 9-й, 14-й, 21-й пехотные полки (1-й, 2-й, 3-й и 4-й Померанские полки), 34-й (Померанский фузилёрский полк)
- 3-й армейский корпус (Бранденбург): 8-й, 12-й, 20-й, 24-й пехотные полки (1-й, 2-й, 3-й и 4-й Бранденбургские полки), 35-й (Бранденбургский фузилёрский полк)

Законом 1807 года была прекращена вербовка иностранцев, и прусская армия стала чисто национальной. В 1813 году для содействия армии при изгнании неприятеля из пределов отечества был образован ландвер, имевший характер народного ополчения. Затем ландвер стал частью армии, а общеобязательность воинской повинности сделалась настолько популярною в стране, что она окончательно установлена была законом 1814 года для службы не только в ландвере, но и в действующей армии. В 1813 году были сформированы смешанные бригады, включавшие один полк регулярной пехоты и два — три резервных или ландверных полка, а также кавалерийские и артиллерийские части. Они сводились в армейские корпуса, количество которых к лету 1813 года достигло трех (позднее был сформирован 4-й армейский корпус). В состав корпуса обычно входили 4 смешанные бригады, резервная кавалерия (6—7 полков при двух конноартиллерийских батареях), резервная артиллерия (6—7 батарей) и две пионерные (саперные) роты. 
Реформированная прусская армия в 1813—1815 годах принимала участие в Освободительной войне против Наполеона и сыграла решающую роль в освобождении германских государств от французского господства.
В 1815 году после присоединения к Пруссии Позена, Северо-западной Саксонии, Вестфалии и Рейнланда были образованы ещё пять армейских корпусов, 5 артиллерийских и 5 фузилёрских полка:
- 4-й армейский корпус (Саксония): 26-й и 27-й (1-й и 2-й Магдебургские полки), 31-й и 32-й (1-й и 2-й Тюрингские полки) и 36-й (Магдебургский фузилёрский полк) пехотные полки
- 5-й армейский корпус (Позен): 6-й (1-й западно-прусский), 18-й (1-й Позенский), 19-й (2-й позенский) и 37-й (Западнопрусский фузилёрский полк) пехотные полки
- 6-й армейский корпус (Силезия): 10-й, 11-й (1-й и 2-й силезские), 22-й и 23-й (1-й и 2-й верхнесилезские) пехотные полки, 38-й (Силезский фузилёрский полк)
- 7-й армейский корпус (Вестфалия): 13-й, 15-й, 16-й и 17-й (1-й, 2-й, 3-й и 4-й вестфальские)
- 8-й армейский корпус (Рейнланд): 25-й, 28-й, 29-й и 30-й (1-й, 2-й, 3-й и 4-й рейнские), 39-й (Нижнерейнский фузилёрский полк)

В период от Венского конгресса до объединительных войн прусская армия была надёжным инструментом монархии и сыграла существенную роль в подавлении Революции 1848 года.

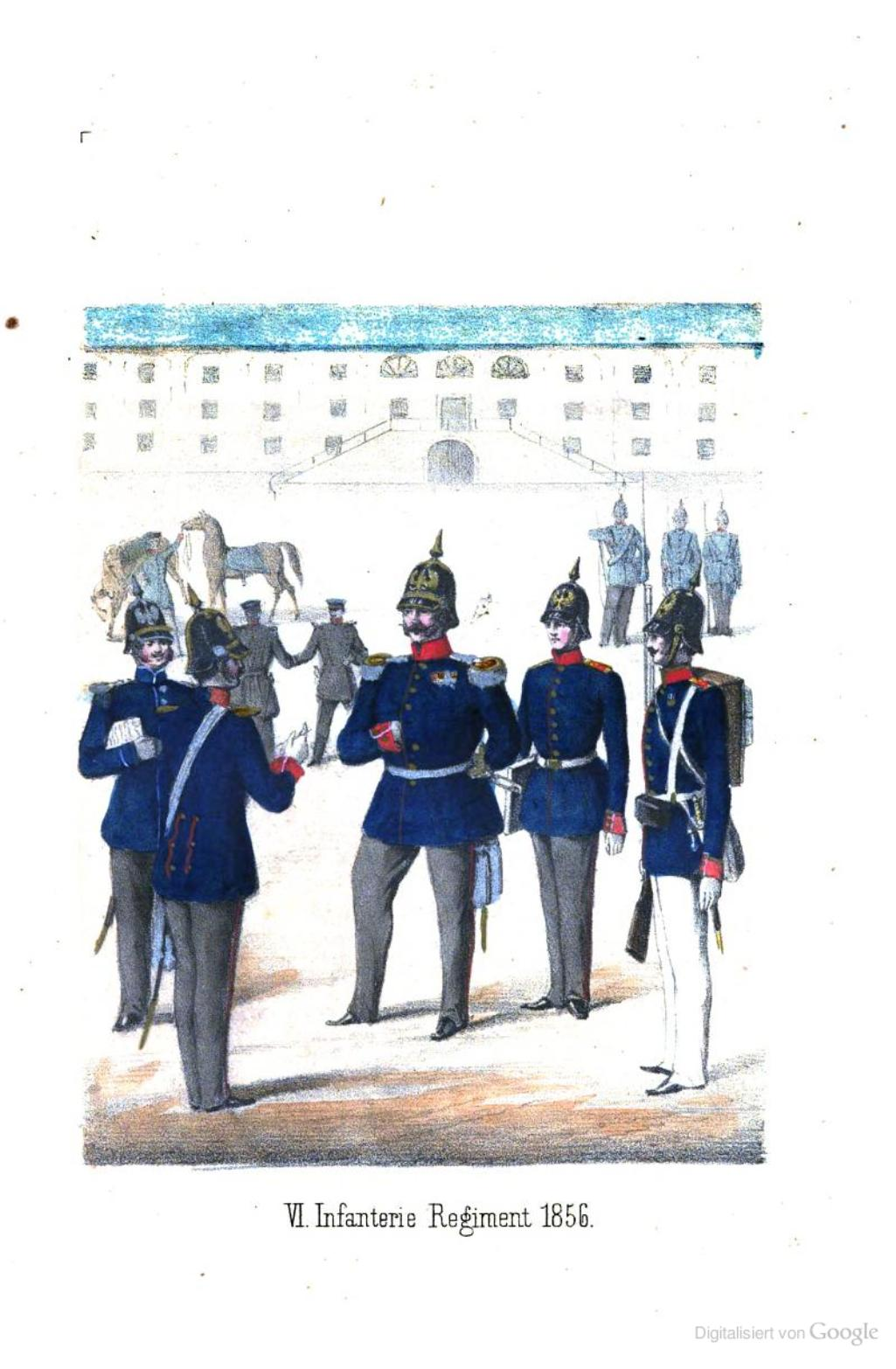
6-й прусский пехотный полк, 1856 г.

В 1860 году количество пехотных полков в каждом из армейских корпусов, кроме 5-го, были увеличены с 4 до 8, также было удвоено количество гвардейских пехотных и гвардейских гренадерских полков.
В 1866 году, на начало Австро-прусско-итальянской войны войска Вооружённых сил Прусского королевства, к моменту объявления войны, могли выставить:
- пехоты — 450 батальонов и 10 рот;
- конницы — 348 эскадронов;
- артиллерии — 9 полевых полков и 9 запасных;
- технических войск 9 батальонов, 11 рот и три отделения; прибавляя сюда крепостные команды, обозные батальоны (части ландвера и ландштурма не предполагалось формировать);
- Итого 660 000 человек, при 1 008 орудиях; из них в строю было 600 000 человек, а в полевом войск — 334 784 человек[11].

В 1866 году после Австро-прусско-итальянской войны и присоединения к Пруссии Ганновера, Шлезвиг-Гольштейна, Гессена и Нассау были образованы ещё три армейских корпуса и один кавалерийский полк:
- 9-й армейский корпус (Шлезвиг-Гольштейн): 86-й (Шлезвиг-гольштейнский фузилёрский полк), 84-й (шлезвигский), 85-й (гольштейнский), 89-й (мекленбургский), 90-й (мекленбургский фузилёрский), 75-й, 76-й (1-й и 2-й ганзейские) пехотные полки
- 11-й армейский корпус (Гессен-Нассау): 80-й (курфюршеский гессенский фузилёрский полк), 81-й, 82-й, 83-й (1-й, 2-й и 3-й курфюршеские гессенские), 87-й, 88-й (1-й и 2-й нассаусские)
- 10-й армейский корпус (Ганновер): 73-й (ганноверский фузилёрский полк), 74-й, 77-й, 79-й (1-й, 2-й и 3-й ганноверские), 78-й (восточно-фризский) пехотные полки
- Гусарский Королевы Вильгельмины Нидерландской полк № 15 — создан в Ганновере и назван в честь королевы Вильгельмины.

В Германской империи прусская армия составила ядро германской армии. Конституция 1871 года предусматривала включение прусских армейских соединений в состав объединений и соединений германской армии. 
В Пруссии был свой военный министр и военное министерство. В мирное время прусские войска были обязаны присягать императору.
В Германскую армию, на конец XIX века, Пруссия выставляла 16 корпусов, вместе с другими малыми германскими государствами, из 20 (были ещё — два баварских, один саксонский, один вюртембергский), представляющих каждый отдельную тактическую единицу, в которую входили все роды оружия: артиллерия, пехота, кавалерия, сапёры. Каждый Прусский армейский корпус (как и остальные, кроме гвардейского прусского, II баварского и XI и XII корпусов, имевших по три дивизии) состоял из двух дивизий пехоты и кавалерии, одной бригады полевой артиллерии, одного артиллерийского парка, одной батареи пешей артиллерии в батальона сапёров. Каждая дивизия состояла из двух пехотных и одной кавалерийской бригады; гвардейские дивизии — из четырёх бригад. Каждая бригада состояла из двух полков; пехотный полк состоял из трёх батальонов. Кавалерийский полк имел пять эскадронов.
В Первую мировую войну прусская армия, как и армии других немецких государств, потеряла юридическую автономию, то есть находились под верховным командованием императора. Версальским договором предусматривалось сокращение вооружённых сил Германии до 100 тысяч человек. Армии Пруссии, Баварии, Саксонии и Вюртемберга были распущены.

## Формирования
Прусская армия состояла из органов военного управления (военный министр и министерство), 32 пехотных (12 из которых были гренадерскими), 8 фузилёрских, 8 кирасирских, 8 уланских, 4 драгунских, 12 гусарских и 8 артиллерийских полков. Все они были объединены в 8 армейских корпусов (по две дивизии в каждом). В 1860-м году количество пехотных и драгунских полков было удвоено, количество уланских полков было увеличено на 4, было введено бригадное деление (по две пехотные и одну кавалерийскую бригаду на дивизию).

### Гвардейский корпус (Берлин)
- 1-я гвардейская дивизия (Потсдам)

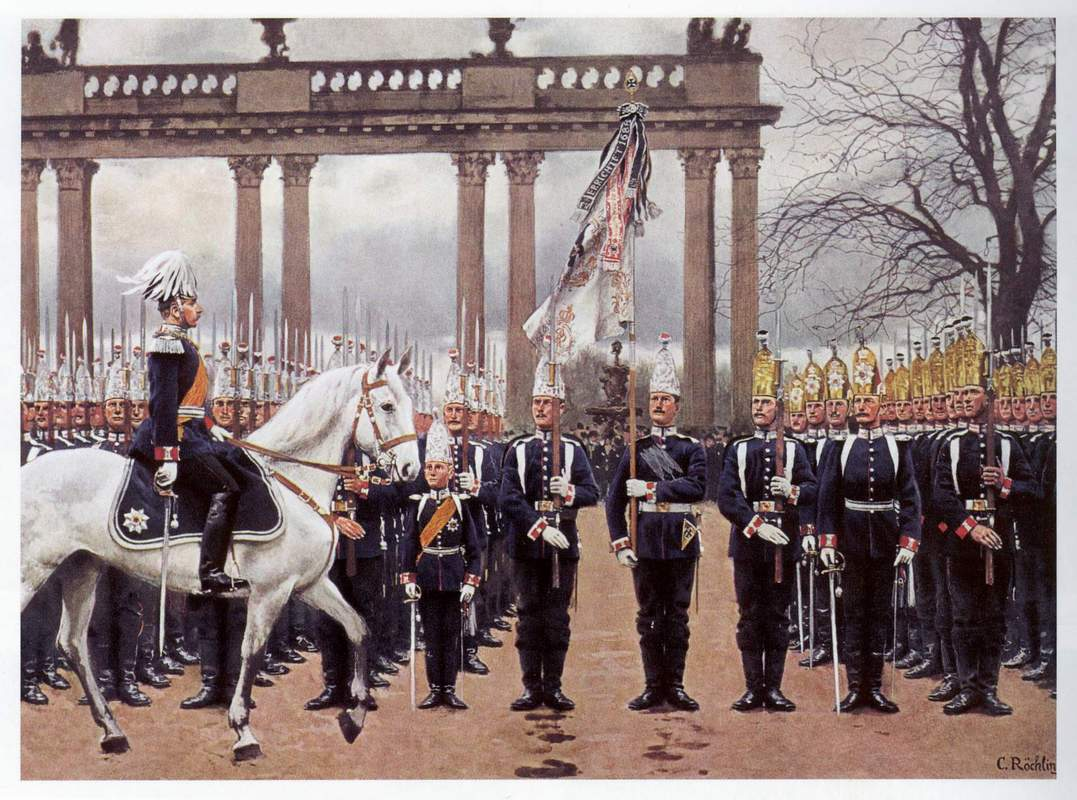
Смотр, 1-й гвардейский пехотный полк Прусской армии, картина Карла Рёхлинга, 1894 год.

  - 1-й гвардейский пехотный полк (Берлин)
  - 2-й гвардейский пехотный полк (Потсдам)
  - 1-й гвардейский пехотный полк ландвера
  - 2-й гвардейский пехотный полк ландвера

- 2-я гвардейская дивизия (Берлин)
  - 1-й гвардейский гренадерский полк «Император Александр» (Берлин)
  - 2-й гвардейский гренадерский полк «Император Франц» (Берлин)
  - 1-й гвардейский гренадерский полк ландвера
  - 2-й гвардейский гренадерский полк ландвера

- Кавалерийская дивизия (Берлин)
  - Лейб-гвардейский кирасирский полк (Берлин)
  - Гвардейский уланский полк (Потсдам)
  - Лейб-гвардейский гусарский полк (Потсдам)
  - Гвардейский драгунский полк (Потсдам)
  - 1-й кавалерийский полк ландвера
  - 2-й кавалерийский полк ландвера

- Гвардейский фузилёрский полк (Берлин)
- Гвардейский артиллерийский полк (Берлин)

### 1-й армейский корпус (Кёнигсберг)
- 1-я дивизия
  - 1-й гренадерский полк «Кронпринц» (1-й восточно-прусский гренадерский полк) (Кёнигсберг)
  - 3-й гренадерский полк «Король Фридрих Вильгельм I» (2-й восточно-прусский гренадерский полк) (Кёнигсберг)
  - 1-й гренадерский полк ландвера (1-й восточно-прусский гренадерский полк ландвера)
  - 3-й гренадерский полк ландвера (2-й восточно-прусский гренадерский полк ландвера)
  - 3-й кирасирский полк «Граф Врангель» (Кёнигсберг)
  - 1-й драгунский полк «Принц Альбрехт Прусский» (Тильзит)
  - 3-й рейтарский полк ландвера
  - 1-й драгунский полк ландвера

- 2-я дивизия
  - 4-й гренадерский полк «Король Фридрих Великий» (4-й восточно-прусский гренадерский полк) (Раштенбург, Восточная Пруссия)
  - 5-й гренадерский полк «Король Фридрих I» (5-й восточно-прусский гренадерский полк) (Данциг)
  - 4-й гренадерский полк ландвера (4-й восточно-прусский гренадерский полк ландвера)
  - 5-й гренадерский полк ландвера (5-й восточно-прусский гренадерский полк ландвера)
  - 8-й уланский полк «Граф цу Дона» (Гумбиннен)
  - 1-й гусарский полк (Данциг)
  - 8-й уланский полк ландвера
  - 1-й гусарский полк ландвера

- 33-й фузилёрский полк «Граф Роон» (Гумбиннен, Восточная Пруссия)
- 1-й артиллерийский полк «Принц Август Прусский» (Гумбиннен)

### 2-й армейский корпус (Штеттин)
- 3-я дивизия
  - 2-й гренадерский полк «Король Фридрих Вильгельм IV» (1-й померанский гренадерский полк) (Штеттин)
  - 9-й гренадерский полк «Граф Гнайзенау» (2-й померанский гренадерский полк) (Штаргард, Померания)
  - 2-й гренадерский полк ландвера (1-й померанский гренадерский полк ландвера)
  - 9-й гренадерский полк ландвера (2-й померанский гренадерский полк ландвера)
  - 2-й кирасирский полк «Королева» (Пазевальк)
  - 3-й драгунский полк «Барон фон Дерфлингер» (Бромберг)
  - 2-й рейтарский полк ландвера
  - 3-й драгунский полк ландвера

- 4-я дивизия
  - 14-й пехотный полк «Граф Шверин» (3-й померанский пехотный полк) (Бромберг, Позен)
  - 21-й пехотный полк «Фон Борке» (4-й померанский пехотный полк) (Торн, Западная Пруссия)
  - 14-й пехотный полк ландвера (3-й померанский пехотный полк ландвера)
  - 21-й пехотный полк ландвера (4-й померанский пехотный полк ландвера)
  - 4-й уланский полк «Фон Шмидт» (Торн)
  - 5-й гусарский полк «Князь Блюхер фон Вальштат» (Штольп)
  - 4-й уланский полк ландвера
  - 5-й гусарский полк ландвера

- 34-й фузилёрский полк «Королева Виктория Швеции» (Штеттин)
- 2-й артиллерийский полк

### 3-й армейский корпус (Берлин)
- 5-я дивизия
  - 8-й лейб-гренадерский полк «Король Фридрих-Вильгельм III» (1-й бранденбургский гренадерский полк) (Франкфурт-на-Одере)
  - 12-й гренадерский полк «Принц Карл Прусский» (2-й бранденбургский гренадерский полк) (Франкфурт-на-Одере)
  - 8-й гренадерский полк ландвера (1-й бранденбургский гренадерский полк ландвера)
  - 12-й гренадерский полк ландвера (2-й бранденбургский гренадерский полк ландвера)
  - 3-й уланский полк «Император Александр II Русский» (Фюрстенвальде)
  - 2-й драгунский полк (Шведт)
  - 3-й уланский полк ландвера
  - 2-й драгунский полк ландвера

- 6-я дивизия
  - 20-й пехотный полк «Граф Тауенциен фон Виттенберг» (3-й бранденбургский пехотный полк) (Виттенберг, Бранденбург)
  - 24-й пехотный полк «Великий Герцог Фридрих-Франц II Мекленбург-Шверинский» (4-й бранденбургский пехотный полк) (Нойруппин, Бранденбург)
  - 20-й пехотный полк ландвера (3-й бранденбургский пехотный полк ландвера)
  - 24-й пехотный полк ландвера (4-й бранденбургский пехотный полк ландвера)
  - 6-й кирасирский полк «Император Николай I Русский» (Бранденбург-на-Хафеле)
  - 3-й гусарский полк «Фон Цитен» (Ратенов)
  - 6-й рейтарский полк ландвера
  - 3-й гусарский полк ландвера

- 35-й фузилёрский полк «Принц Генрих Прусский» (Бранденбург-на-Хафеле)
- 3-й артиллерийский полк «Генерал-Фельдцехмейстер» (Бранденбург-на-Хафеле)

### 4-й армейский корпус (Магдебург)
- 7-я дивизия
  - 26-й пехотный полк «Князь Леопольд фон Анхальт-Дессау» (1-й магдебургский пехотный полк) (Магдебург)
  - 27-й пехотный полк «Принц Луис Фердинанд Прусский» (2-й магдебургский пехотный полк) (Хальберштадт)
  - 26-й пехотный полк ландвера (1-й магдебургский пехотный полк ландвера)
  - 27-й пехотный полк ландвера (2-й магдебургский пехотный полк ландвера)
  - 7-й кирасирский полк «Фон Зайдлиц» (Хальберштадт)
  - 10-й гусарский полк (Штендаль)
  - 7-й рейтарский полк ландвера
  - 10-й гусарский полк ландвера

- 8-я дивизия
  - 31-й пехотный полк «Граф Бозе» (1-й тюрингский пехотный полк) (Альтона)
  - 32-й пехотный полк (2-й тюрингский пехотный полк) (Майнинген)
  - 31-й пехотный полк ландвера (1-й тюрингский пехотный полк ландвера)
  - 32-й пехотный полк ландвера (2-й тюрингский пехотный полк ландвера)
  - 6-й уланский полк (Ханау)
  - 12-й гусарский полк (Торгау)
  - 6-й уланский полк ландвера
  - 12-й гусарский полк ландвера

- 36-й фузилёрский полк «Генерал-фельдмаршал Граф Блюменталь» (Галле)
- 4-й артиллерийский полк «Принц-Регент Луитпольд Баварский» (Магдебург)

### 5-й армейский корпус (Позен)
- 9-я дивизия
  - 6-й гренадерский полк «Граф Кляйст фон Ноллендорф» (1-й западно-прусский гренадерский полк) (Позен)
  - 7-й гренадерский полк «Король Вильгельм I» (2-й западно-прусский гренадерский полк) (Лигниц)
  - 6-й гренадерский полк ландвера (1-й западно-прусский гренадерский полк ландвера)
  - 7-й гренадерский полк ландвера (2-й западно-прусский гренадерский полк ландвера)
  - 5-й кирасирский полк «Герцог Фридрих-Ойген Вюртембергский» (Ризенбург)
  - 4-й драгунский полк «Фон Бредов» (Любен)
  - 5-й рейтарский полк ландвера
  - 4-й драгунский полк ландвера

- 10-я дивизия
  - 18-й пехотный полк «Фон Грольман» (1-й позенский пехотный полк) (Остероде, Восточная Пруссия)
  - 19-й пехотный полк «Фон Курбир» (2-й позенский пехотный полк) (Горлиц)
  - 18-й пехотный полк ландвера (1-й позенский пехотный полк ландвера)
  - 19-й пехотный полк ландвера (2-й позенский пехотный полк ландвера)
  - 1-й уланский полк «Император Александр III Русский» (Милич)
  - 2-й гусарский полк «Королева Виктория Прусская» (Данциг)
  - 1-й уланский полк ландвера
  - 2-й гусарский полк ландвера

- 37-й фузилёрский полк «Фон Штаймец» (Кротошин, Позен)
- 5-й артиллерийский полк «Фон Подбильски»

### 6-й армейский корпус (Бреслау)
- 11-я дивизия
  - 10-й гренадерский полк «Король Фридрих-Вильгельм II» (1-й силезский пехотный полк) (Швайдниц)
  - 11-й гренадерский полк «Король Фридрих III» (2-й силезский пехотный полк) (Бреслау)
  - 10-й гренадерский полк ландвера (1-й силезский пехотный полк ландвера)
  - 11-й гренадерский полк ландвера (2-й силезский пехотный полк ландвера)
  - 1-й кирасирский полк «Великий курфюрст» (Бреслау)
  - 4-й гусарский полк «Фон Шиль» (Олау)
  - 1-й рейтарский полк ландвера
  - 4-й гусарский полк ландвера

- 12-я дивизия
  - 22-й пехотный полк «Кайт» (1-й верхне-силезский пехотный полк) (Гляйвиц)
  - 23-й пехотный полк «Фон Винтерфельдт» (2-й верхне-силезский пехотный полк) (Нейссе)
  - 22-й пехотный полк ландвера (1-й верхне-силезский пехотный полк ландвера)
  - 23-й пехотный полк ландвера (2-й верхне-силезский пехотный полк ландвера)
  - 2-й уланский полк «Фон Кацлер» (Гляйвиц)
  - 6-й гусарский полк (Леобшутц)
  - 2-й уланский полк ландвера
  - 6-й гусарский полк ландвера

- 38-й фузилёрский полк «Генерал-фельдмаршал граф Мольтке» (Глац)
- 6-й артиллерийский полк «Фон Пойкер» (Бреслау)

### 7-й армейский корпус (Мюнстер)
- 13-я дивизия
  - 13-й пехотный полк «Херват фон Биттенфельд» (1-й вестфальский пехотный полк) (Мюнстер)
  - 15-й пехотный полк «Принц Фридрих Нидерландский» (2-й вестфальский пехотный полк) (Минден)
  - 13-й пехотный полк ландвера (1-й вестфальский пехотный полк ландвера)
  - 15-й пехотный полк ландвера (2-й вестфальский пехотный полк ландвера)
  - 4-й кирасирский полк «Фон Дризен» (Мюнстер)
  - 8-й гусарский полк «Император Николай II Русский» (Падеборн)
  - 4-й рейтарский полк ландвера
  - 8-й гусарский полк ландвера

- 14-я дивизия
  - 16-й пехотный полк «Барон фон Шпар» (3-й вестфальский пехотный полк) (Кёльн)
  - 17-й пехотный полк «Граф Барфусс» (4-й вестфальский пехотный полк) (Мёрхинген)
  - 16-й пехотный полк ландвера (3-й вестфальский пехотный полк ландвера)
  - 17-й пехотный полк ландвера (4-й вестфальский пехотный полк ландвера)
  - 5-й уланский полк (Дюссельдорф)
  - 11-й гусарский полк (Крефельд)
  - 5-й уланский полк ландвера
  - 11-й гусарский полк ландвера

- 39-й (Нижнерейнский) фузилёрский полк (Дюссельдорф)
- 7-й артиллерийский полк (Везель)

### 8-й армейский корпус (Кобленц, Рейнская провинция)
- 15-я дивизия
  - 25-й пехотный полк «Фон Лютцов» (1-й рейнский пехотный полк) (Аахен)
  - 28-й пехотный полк «Фон Гёбен»(2-й рейнский пехотный полк) (Кобленц)
  - 25-й пехотный полк ландвера (1-й рейнский пехотный полк ландвера)
  - 28-й пехотный полк ландвера (2-й рейнский пехотный полк ландвера)
  - 8-й кирасирский полк (Дойц)
  - 7-й гусарский полк (Бонн)
  - 8-й рейтарский полк ландвера
  - 7-й гусарский полк ландвера

- 16-я дивизия
  - 29-й пехотный полк «Фон Хорн» (3-й рейнский пехотный полк) (Трир)
  - 30-й пехотный полк «Граф Вердер» (4-й рейнский пехотный полк) (Саарлуис)
  - 29-й пехотный полк ландвера (3-й рейнский пехотный полк ландвера)
  - 30-й пехотный полк ландвера (4-й рейнский пехотный полк ландвера)
  - 7-й уланский полк (Саарбрюккен)
  - 9-й гусарский полк (Страсбург)
  - 7-й уланский полк ландвера
  - 9-й гусарский полк ландвера

- 40-й фузилёрский пехотный полк «Князь Карл-Антон фон Гогенцоллерн» (Раштатт)
- 8-й артиллерийский полк «Фон Гольцендорф»

## Звания (чины) и знаки различия

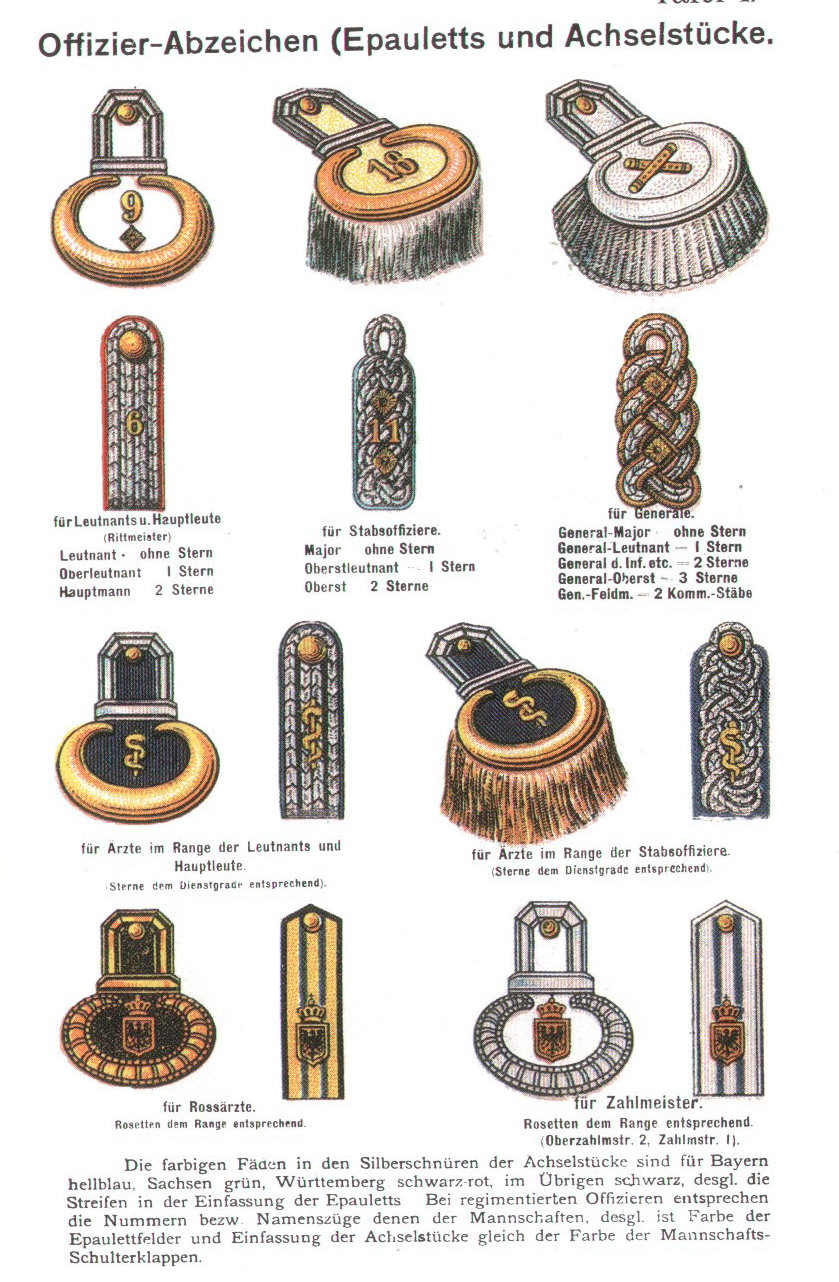
Прусские офицерские знаки различия (1918)

Система званий и знаков различия Пруссии была унаследована, с незначительными модификациями, в армии Германской империи, Веймарской республики и вермахте. В ННА ГДР сохранился внешний вид знаков различия, но система званий была адаптирована по советским образцам; в бундесвере, напротив, сохранена традиционная система званий, но знаки различия упрощены.
В начале XX века прусская система званий и знаков различия была заимствована в ряде латиноамериканских стран полностью (Чили, Парагвай, Боливия, Венесуэла, Эквадор), а в ряде — частично, оказав влияние на внешний вид. До настоящего времени «прусский» вид имеют знаки различия Эквадора и Чили, а также на парадной форме ВС Венесуэлы.

### Генералы (погоны с витым жёлто-белым жгутом)
- Генерал-фельдмаршал (Generalfeldmarschall);
- Генерал-полковник (Generaloberst);
- Генерал от инфантерии;

Генерал от кавалерии;
Генерал от артиллерии;
- Генерал-лейтенант (Generalleutnant);
- Генерал-майор (Generalmajor);

### Штабс-офицеры (погоны с витым белым жгутом)
- Полковник (Oberst);
- Подполковник (Oberstleutnant);
- Майор (Major);

Оберст-вахмистр (Oberstwachtmeister) или фейерверксмистр (Feuerwerksmeister) в артиллерийских полках;

### Обер-офицеры (погоны с белой серебристой тесьмой с двумя цветными просветами)
- Капитан (Hauptmann или Capitaine), Штабс-капитан (Stabskapitän);

Ротмистр (Rittmeister) в гусарских, драгунских, кирасирских и уланских полках;
Фейерверкс-капитан (Feuerwerks-Hauptmann) в артиллерийских полках;
- Старший лейтенант (Oberleutnant) или Премьер-лейтенант (Premier-Lieutenant);

Фейерферкс-премьер-лейтенант (Feuerwerks-Premierlieutenant) или фейерверкс-обер-лейтенант (Feuerwerksoberlieutenant) в артиллерийских полках;
- Лейтенант (Leutnant) или Секунд-лейтенант (Seconde-Lieutenant);

Фейервекс-секунд-лейтенант (Feuerwerkslieutenant) в артиллерийских полках;
- Фельдфебель-лейтенант (Feldwebelleutnant);
- Прапорщик (Fähnrich);

корнет (Kornett) в гусарских, драгунских, кирасирских и уланских полках;
штык-юнкер (Stückjunker) в артиллерийских полках;
- Зауряд-офицер (Offiziersstellvertreter).

### Унтер-офицеры (погоны и ворот с белой тесьмой по краю)
- Фельдфебель (Feldwebel);

Вахмистр (Wachtmeister) в гусарских, драгунских, кирасирских, уланских и артиллерийских полках;
Обер-фейерверкер (Oberfeuerwerker) в артиллерийских полках
- Вице-фельдфебель (Vizefeldwebel);

Вице-вахмистр (Vizewachtmeister) в гусарских, драгунских, кирасирских, уланских и артиллерийских полках;
- Сержант (Sergeant);

Фейерверкер (Feuerwerker) в артиллерийских полках
- Капрал (Corporal)

Унтер-офицер (Unteroffizier) в гусарских, драгунских, кирасирских и уланских полках;

### Солдаты (нашивки на рукаве)

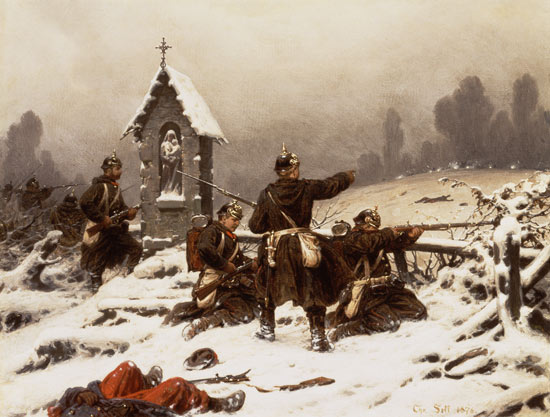
Прусская пехота зимой во время франко-прусской войны (Христиан Зелль Старший)

- Старший ефрейтор (Obergefreiter)
- Ефрейтор (Gefreiter);

Бомбардир (Bombardier) в артиллерийских полках;
- Мушкетёр (Musketier) в пехотных полках;

Фузилёр (Füsilier) в фузилёрских полках;
Гренадер (Grenadier) в гренадерских полках;
Рейтар (Reiter) в драгунских, гусарских, уланских и кирасирских полках;
Канонир (Kanonier) в артиллерийских полках

## Форма одежды

### Старопрусская армия (1709—1806)

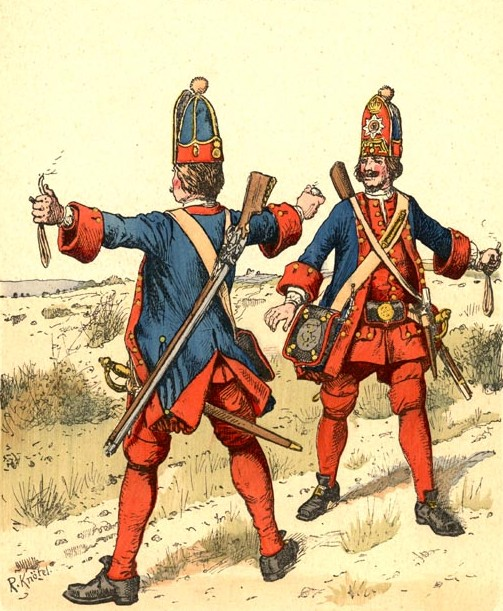
Прусские гренадеры в 1715 году

В 1709 году в Пруссии ввели регламент для унификации формы одежды военнослужащих. Таким образом тёмно-синий кафтан (пиджак) стал основным для всех военных (рядовых, унтер-офицеров, офицеров) в целом. Костюм отличался лишь качеством тканей и разрезом фалд. Сперва штиблеты (гетры) были белыми, с 1756 года чёрными, с туфлями (полуботинками, башмаками). Сапоги в основном носили офицеры штабов и генералы. Отвороты рукавов, подкладки кафтана, воротники и обшлага были цвета полка. Также узнать, к какому полку относится солдат, можно было по форме обшлагов, приборному цвету пуговиц, вышивки и нашивок, а также нашейных повязок. Головным убором в большей части была треуголка, у гренадеров — гренадерская шапка.
Офицеров можно было отличить по портупее, шарфу и по нашейной повязке (галстуку). Офицеры также имели специальную вышивку на костюме. С 1742 года только благородные генералы имели право носить окаймление шляпы из страусового пера. Унтер-офицеров можно было узнать по тонкой тесьме и нашивкам на отворотах рукава, а также оружию. С 1741 года в гвардии могли носить портупею.
Егеря носили тёмно-зелёный костюм с тёмно-зелёным жилетом (камзолом), кюлоты с чёрными штиблетами, с 1760 года — брюки и сапоги.

## Военное обучение и будни
Для линейной тактики боя, которая господствовала в армиях государств Западной Европы в XVII—XVIII веках, требовались солдаты, безупречно владевшие оружием и строевым шагом, способные сохранять дисциплину и боеспособность в самые «острые» моменты сражения. Соответственно, обучение солдата должно было воспитать в нём способность к безвольному подчинению приказаниям своего командира. Знаменитый немецкий педантизм обусловил превращение этой стороны обучения солдата в важнейшую. Тому же способствовало и другое обстоятельство: значительная часть будущих солдат прусской армии похищалась бригадами «вербовщиков». На моральные качества вербуемого не обращалось никакого внимания. С 1780 года к военной службе суды стали приговаривать бунтовщиков и лиц, уличённых в антиправительственной агитации. Для управления такими солдатами «палочная» дисциплина была просто необходима.
Дисциплина прусской армии базировалась на двух компонентах. Первый — строевая подготовка и муштровка, доведённые до виртуозности. Уставом была регламентирована каждая мелочь, вплоть до количества шагов в минуту, совершаемых в строю, и количества выстрелов в минуту, выполняемых по команде офицера. Второй — «палочная» дисциплина, называемая так потому, что по уставу каждый унтер-офицер был снабжён палкой, которой ему вменялось пользоваться по малейшему поводу. Солдат мог быть забит палкой до смерти, и единственное, что ограничивало пыл капитана, — это перспектива искать нового солдата взамен забитого или искалеченного старого, поскольку каждая рота должна была постоянно сохранять свою комплектность. С 1713 года было введено наказание шпицрутенами — длинными гибкими прутьями. При этом вся рота, вооружённая шпицрутенами, выстраивалась в «улицу», через которую прогонялся осуждённый по нескольку раз. Нередко наказание заканчивалось смертью осуждённого.
Теоретически служба в армии была пожизненной вплоть до непригодного к службе качества. На практике большинство солдат служило 10—15 лет.
С 1714 года в армии вводилась система отпусков: после 18 месяцев службы солдаты, происходившие из района, который комплектовал роту (около 1/3 общей численности армии), получали 10 месяцев ежегодного отпуска, освобождались от караульной службы и снимались с жалованья и пайка. Эти так называемые «фрейвахтеры» находились под юрисдикцией военного ведомства, что ограждало их от произвола землевладельцев. Сохранялись и внешние атрибуты принадлежности к прусской армии. В частности, они были обязаны носить в течение всего срока отпуска униформу.
В правление короля Фридриха Великого прусская армия стала считаться лучшей в Европе, на её учения и манёвры ежегодно приезжали сотни иностранцев-наблюдателей. Горячими поклонниками прусского короля были и русские императоры Пётр III и Павел I.

## Обеспечение в старости и снабжение инвалида
Для прусского руководства хорошо подготовленные и имеющие боевой опыт солдаты были большой ценностью. Поэтому было решено оставлять их в ротах. Тем не менее лишь небольшая часть солдат могла быть образцом для молодых рекрутов. Большинство были видавшими виды, и оставлялись при роте лишь по социальным причинам.
Ветераны, которые не могли исполнять должность, получали пособие в виде 1 талера из кассы инвалида. После второй Силезской войны Фридрих II приказал построить для отслуживших солдат дома инвалидов в Берлине, Стопе и гавани Карла. 15 ноября открылся дом инвалидов в Берлине. В целом это учреждение было рассчитано на 631 человека, из которых 136 офицеров и 126 женщин для контроля и обслуживания. Эти дома предоставляли в распоряжение приют, снабжение и питание, одежду, а также медицинское обслуживание — раненым унтер-офицерам, командорам и офицерам бесплатно. Все дома инвалидов несли военный отпечаток — инвалиды были обязаны носить повсеместно униформу (полностью) наряду с караулом.
Непригодные к строевой службе офицеры получали должность губернатора или комендантскую должность в крепостях при необходимости. Если мест не находилось, король платил генералам 1000 или 2000 талеров из казны, штабным офицерам несколько сотен, капитанам и лейтенантам — намного меньше. Однако правил на это не существовало. Каждое снабжение было чистейшей милостью.
Чтобы облегчить существование многочисленных вдов с их многочисленными детьми, Фридрих II позволял активным офицерам принимать над ними шефство, или устраивал сыновей, при соответствующем возрасте, преимущественно в армию. Фридрих Вильгельм I заботился о многочисленных военных сиротах и даже основал в 1724 году армейский дом для сирот. Сначала этот дом предназначался только для детей-сирот его гвардии «рослых парней». Позже дети других солдат находили там квартиру. Занимаемая площадь дома росла, так что он был должен расшириться уже в 1742 году и смениться в 1771. В 1758 году дом принял 2000 сирот.

## Образ в искусстве

### Песенные традиции прусских войск
Песенные традиции в прусских войсках имеют многовековую историю. Главными источниками для их изучения и обработки служили записи хронистов и так называемые «летучие листки»; последние позволяли проследить развитие прусской солдатской песни на протяжении веков — от времён Тридцатилетней войны и вплоть до военных кампаний против Франции XIX столетия.